# Anua subdiversa
Anua subdiversa är en fjärilsart som beskrevs av Louis Beethoven Prout 1919. Anua subdiversa ingår i släktet Anua och familjen nattflyn. Inga underarter finns listade i Catalogue of Life.